# Castell de Maús
El castell de Maús està situat al terme municipal de Suera (Plana Baixa, País Valencià), és d'origen àrab com la resta dels de la serra i va ser construït en el segle xii.
Està situat sobre el turó Suera Alta, a una altura de 582 m. Per a accedir-hi és necessari creuar el nucli urbà a través de la carretera que condueix a Aiòder, una vegada passat el poble i abans de travessar el riu que hi ha a l'eixida, s'agafa una pista a l'esquerra que condueix pel marge dret del barranc de Castro. Continuarem per la pista fins a arribar a la font del mateix nom i des d'allí per la pista de damunt fins a arribar al castell. També s'hi pot accedir des d'una senda que hi ha poc abans d'arribar a Suera Alta.
El castell es troba en ruïnes, però la seua silueta retallada abruptament és una de les més cridaneres dels castells d'Espadà. Encara s'aprecien grans llenços de muralles i la part inferior del que fou la torre major.
És un castell associat a quatre alqueries musulmanes, a les quals donava protecció. Després de la conquesta, les alqueries van ser agrupades en un únic nucli urbà, l'actual Suera.